# Hương Lộc
Hương Lộc là một xã thuộc huyện Phú Lộc, thành phố Huế, Việt Nam.

## Địa lý
Xã Hương Lộc có diện tích 63,75 km², dân số năm 1999 là 2.285 người, mật độ dân số đạt 36 người/km².

## Hành chính
Xã Hương Lộc được chia thành 3 thôn: Lộc Hưng (Thôn 1), Lộc Mỹ (Thôn 3), Mỹ Hưng (Thôn 2).

## Lịch sử
Hương Lộc là một xã thuộc huyện Nam Đông, được khai phá vào những năm 70 của thế kỉ XX, đây là một khu vực nhỏ nằm ở phía tây dãy Bạch Mã, theo như trên thì Hương Lộc có 3 thôn, và chủ yếu đều là người gốc huyện Phú Lộc, thôn Lộc Hưng đa số đều chuyển đến xã Vinh Hưng, thôn Mỹ Hưng đa số đều chuyển đến từ Vinh Hưng và Vinh Mỹ, thôn Lộc Mỹ đa số được chuyển đến từ Vinh Mỹ (Mỹ Lợi).
Ngày 20 tháng 9 năm 1975, Bộ Chính trị Trung ương Đảng ban hành Nghị quyết số 245/NQ-TW về việc thành lập tỉnh Bình Trị Thiên trên cơ sở ba tỉnh Quảng Bình, Quảng Trị, Thừa Thiên và khu vực Vĩnh Linh. Khi đó, xã Hương Lộc thuộc huyện Nam Đông, tỉnh Bình Trị Thiên.
Ngày 11 tháng 3 năm 1977, Hội đồng Chính phủ ban hành Quyết định số 62-CP về việc sáp nhập huyện Nam Đông vào huyện Phú Lộc. Khi đó, xã Hương Lộc thuộc huyện Phú Lộc.
Ngày 30 tháng 6 năm 1989, Quốc hội ban hành Nghị quyết về việc chia tỉnh Bình Trị Thiên thành tỉnh Quảng Bình, tỉnh Quảng Trị và tỉnh Thừa Thiên Huế. Theo đó, xã Hương Lộc thuộc huyện Phú Lộc, tỉnh Thừa Thiên Huế.
Ngày 29 tháng 9 năm 1990, Hội đồng Bộ trưởng ban hành Quyết định số 345-HĐBT về việc chia huyện Phú Lộc thành huyện Nam Đông và huyện Phú Lộc. Khi đó, xã Hương Hữu thuộc huyện Nam Đông.
Ngày 17 tháng 3 năm 1997, Chính phủ ban hành Nghị định số 22-CP về việc:
- Thành lập thị trấn Khe Tre – thị trấn huyện lỵ của huyện Nam Đông trên cơ sở điều chỉnh 435 ha diện tích tự nhiên và 3.725 nhân khẩu của xã Hương Lộc.
- Thành lập xã Hương Hòa trên cơ sở điều chỉnh 1.040 ha diện tích tự nhiên và 1.891 nhân khẩu của xã Hương Lộc.

Sau khi điều chỉnh địa giới hành chính, xã Hương Lộc có 6.375 ha diện tích tự nhiên và 2.421 nhân khẩu.
Ngày 30 tháng 11 năm 2024:
- Quốc hội ban hành Nghị quyết số 175/2024/QH15[8] về việc thành lập thành phố Huế trực thuộc trung ương trên cơ sở toàn bộ diện tích và dân số tỉnh Thừa Thiên Huế.
- Ủy ban Thường vụ Quốc hội ban hành Nghị quyết số 1314/NQ-UBTVQH15[9] về việc sắp xếp đơn vị hành chính cấp huyện, cấp xã của thành phố Huế giai đoạn 2023 – 2025 (nghị quyết có hiệu lực từ ngày 1 tháng 1 năm 2025). Theo đó, sáp nhập huyện Nam Đông vào huyện Phú Lộc. Khi đó, xã Hương Lộc thuộc huyện Phú Lộc, thành phố Huế.